# Charadriiformes
Las caradriformes (Charadriiformes) son un gran clado de aves neognatas dividido en varios grupos (seis subórdenes) que presentan 351 especies conocidas, distribuidas por todo el mundo en una amplia variedad de hábitats. Debido a que todas están relacionadas (de una u otra forma) con el agua, tanto dulce como salada, se les conoce como aves playeras. Esta clasificación sigue la que se establece en la obra Handbook of the Birds of the World, que excluye de las Caradriformes la familia Otididae. El término latino charadrius se refiere a un pájaro amarillo citado en la Biblia Vulgata, y a su vez parece provenir del griego χαραδριός, ave acuática de hábitos nocturnos que, según Aristóteles, podía curar la ictericia con la visión.
Son aves que van desde un tamaño pequeño al mediano o grande. Quizá sus representantes más conocidas sean las gaviotas de la familia Laridae.
La alimentación es variada, como corresponde a un grupo con tanta diversidad. Desde las mencionadas gaviotas, que son prácticamente omnívoras, aunque se alimenten principalmente de pescado, hasta los que se alimentan de pequeños invertebrados, crustáceos y moluscos, como los limícolas (cuya familia más numerosa es la Scolopacidae).

## Taxonomía y filogenia
- Suborden Limicoli
  - Familia Scolopacidae
  - Familia Rostratulidae
  - Familia Jacanidae
  - Familia Thinocoridae
  - Familia Pedionomidae
- Suborden Lari
  - Familia Laridae
  - Familia Rhynchopidae
  - Familia Sternidae
  - Familia Alcidae
  - Familia Stercorariidae
  - Familia Glareolidae
  - Familia Dromadidae
- Suborden Turnici
  - Familia Turnicidae
- Suborden Chionidi
  - Familia Burhinidae
  - Familia Chionidae
  - Familia Pluvianellidae
- Suborden Charadrii
  - Familia Pluvianidae
  - Familia Ibidorhynchidae
  - Familia Recurvirostridae
  - Familia Haematopodidae
  - Familia Charadriidae

Filogenia de los Charadriiformes basada en un estudio de Heiner Kuhl y colaboradores publicado en el 2020. Las familias y el número de especies son de la lista de Frank Gill, Pamela Rasmussen y David Donsker en nombre de la International Ornithologists' Union. Los clados son aquellos definidos por Joel Cracraft en 2013.
|  | Burhinidae (10 especies)                                                  |
|  |                                                                           |
|  | \| \| Pluvianellidae \| \| \| \| \| \| Chionidae (2 especies) \| \| \| \| |
|  |                                                                           |
|  | Pluvianellidae                                                            |
|  |                                                                           |
|  | Chionidae (2 especies)                                                    |
|  |                                                                           |

|  | Pluvianellidae         |
|  |                        |
|  | Chionidae (2 especies) |
|  |                        |

|  | Recurvirostridae (10 especies)                                                   |
|  |                                                                                  |
|  | \| \| Ibidorhynchidae \| \| \| \| \| \| Haematopodidae (12 especies) \| \| \| \| |
|  |                                                                                  |
|  | Ibidorhynchidae                                                                  |
|  |                                                                                  |
|  | Haematopodidae (12 especies)                                                     |
|  |                                                                                  |

|  | Ibidorhynchidae              |
|  |                              |
|  | Haematopodidae (12 especies) |
|  |                              |

|  | Recurvirostridae (10 especies)                                                   |
|  |                                                                                  |
|  | \| \| Ibidorhynchidae \| \| \| \| \| \| Haematopodidae (12 especies) \| \| \| \| |
|  |                                                                                  |
|  | Ibidorhynchidae                                                                  |
|  |                                                                                  |
|  | Haematopodidae (12 especies)                                                     |
|  |                                                                                  |

|  | Ibidorhynchidae              |
|  |                              |
|  | Haematopodidae (12 especies) |
|  |                              |

|  | Recurvirostridae (10 especies)                                                   |
|  |                                                                                  |
|  | \| \| Ibidorhynchidae \| \| \| \| \| \| Haematopodidae (12 especies) \| \| \| \| |
|  |                                                                                  |
|  | Ibidorhynchidae                                                                  |
|  |                                                                                  |
|  | Haematopodidae (12 especies)                                                     |
|  |                                                                                  |

|  | Ibidorhynchidae              |
|  |                              |
|  | Haematopodidae (12 especies) |
|  |                              |

|  | Recurvirostridae (10 especies)                                                   |
|  |                                                                                  |
|  | \| \| Ibidorhynchidae \| \| \| \| \| \| Haematopodidae (12 especies) \| \| \| \| |
|  |                                                                                  |
|  | Ibidorhynchidae                                                                  |
|  |                                                                                  |
|  | Haematopodidae (12 especies)                                                     |
|  |                                                                                  |

|  | Ibidorhynchidae              |
|  |                              |
|  | Haematopodidae (12 especies) |
|  |                              |

|  | Burhinidae (10 especies)                                                  |
|  |                                                                           |
|  | \| \| Pluvianellidae \| \| \| \| \| \| Chionidae (2 especies) \| \| \| \| |
|  |                                                                           |
|  | Pluvianellidae                                                            |
|  |                                                                           |
|  | Chionidae (2 especies)                                                    |
|  |                                                                           |

|  | Pluvianellidae         |
|  |                        |
|  | Chionidae (2 especies) |
|  |                        |

|  | Recurvirostridae (10 especies)                                                   |
|  |                                                                                  |
|  | \| \| Ibidorhynchidae \| \| \| \| \| \| Haematopodidae (12 especies) \| \| \| \| |
|  |                                                                                  |
|  | Ibidorhynchidae                                                                  |
|  |                                                                                  |
|  | Haematopodidae (12 especies)                                                     |
|  |                                                                                  |

|  | Ibidorhynchidae              |
|  |                              |
|  | Haematopodidae (12 especies) |
|  |                              |

|  | Recurvirostridae (10 especies)                                                   |
|  |                                                                                  |
|  | \| \| Ibidorhynchidae \| \| \| \| \| \| Haematopodidae (12 especies) \| \| \| \| |
|  |                                                                                  |
|  | Ibidorhynchidae                                                                  |
|  |                                                                                  |
|  | Haematopodidae (12 especies)                                                     |
|  |                                                                                  |

|  | Ibidorhynchidae              |
|  |                              |
|  | Haematopodidae (12 especies) |
|  |                              |

|  | Recurvirostridae (10 especies)                                                   |
|  |                                                                                  |
|  | \| \| Ibidorhynchidae \| \| \| \| \| \| Haematopodidae (12 especies) \| \| \| \| |
|  |                                                                                  |
|  | Ibidorhynchidae                                                                  |
|  |                                                                                  |
|  | Haematopodidae (12 especies)                                                     |
|  |                                                                                  |

|  | Ibidorhynchidae              |
|  |                              |
|  | Haematopodidae (12 especies) |
|  |                              |

|  | Recurvirostridae (10 especies)                                                   |
|  |                                                                                  |
|  | \| \| Ibidorhynchidae \| \| \| \| \| \| Haematopodidae (12 especies) \| \| \| \| |
|  |                                                                                  |
|  | Ibidorhynchidae                                                                  |
|  |                                                                                  |
|  | Haematopodidae (12 especies)                                                     |
|  |                                                                                  |

|  | Ibidorhynchidae              |
|  |                              |
|  | Haematopodidae (12 especies) |
|  |                              |

|  | Rostratulidae (3 especies) |
|  |                            |
|  | Jacanidae (8 especies)     |
|  |                            |

|  | Pedionomidae              |
|  |                           |
|  | Thinocoridae (4 especies) |
|  |                           |

|  | Rostratulidae (3 especies) |
|  |                            |
|  | Jacanidae (8 especies)     |
|  |                            |

|  | Pedionomidae              |
|  |                           |
|  | Thinocoridae (4 especies) |
|  |                           |

|  | Rostratulidae (3 especies) |
|  |                            |
|  | Jacanidae (8 especies)     |
|  |                            |

|  | Pedionomidae              |
|  |                           |
|  | Thinocoridae (4 especies) |
|  |                           |

|  | Rostratulidae (3 especies) |
|  |                            |
|  | Jacanidae (8 especies)     |
|  |                            |

|  | Pedionomidae              |
|  |                           |
|  | Thinocoridae (4 especies) |
|  |                           |

|  | Dromadidae                |
|  |                           |
|  | Glareolidae (17 especies) |
|  |                           |

|  | Laridae (103 especies)                                                                |
|  |                                                                                       |
|  | \| \| Stercorariidae (7 especies) \| \| \| \| \| \| Alcidae (25 especies) \| \| \| \| |
|  |                                                                                       |
|  | Stercorariidae (7 especies)                                                           |
|  |                                                                                       |
|  | Alcidae (25 especies)                                                                 |
|  |                                                                                       |

|  | Stercorariidae (7 especies) |
|  |                             |
|  | Alcidae (25 especies)       |
|  |                             |

|  | Dromadidae                |
|  |                           |
|  | Glareolidae (17 especies) |
|  |                           |

|  | Laridae (103 especies)                                                                |
|  |                                                                                       |
|  | \| \| Stercorariidae (7 especies) \| \| \| \| \| \| Alcidae (25 especies) \| \| \| \| |
|  |                                                                                       |
|  | Stercorariidae (7 especies)                                                           |
|  |                                                                                       |
|  | Alcidae (25 especies)                                                                 |
|  |                                                                                       |

|  | Stercorariidae (7 especies) |
|  |                             |
|  | Alcidae (25 especies)       |
|  |                             |

|  | Dromadidae                |
|  |                           |
|  | Glareolidae (17 especies) |
|  |                           |

|  | Laridae (103 especies)                                                                |
|  |                                                                                       |
|  | \| \| Stercorariidae (7 especies) \| \| \| \| \| \| Alcidae (25 especies) \| \| \| \| |
|  |                                                                                       |
|  | Stercorariidae (7 especies)                                                           |
|  |                                                                                       |
|  | Alcidae (25 especies)                                                                 |
|  |                                                                                       |

|  | Stercorariidae (7 especies) |
|  |                             |
|  | Alcidae (25 especies)       |
|  |                             |

|  | Dromadidae                |
|  |                           |
|  | Glareolidae (17 especies) |
|  |                           |

|  | Laridae (103 especies)                                                                |
|  |                                                                                       |
|  | \| \| Stercorariidae (7 especies) \| \| \| \| \| \| Alcidae (25 especies) \| \| \| \| |
|  |                                                                                       |
|  | Stercorariidae (7 especies)                                                           |
|  |                                                                                       |
|  | Alcidae (25 especies)                                                                 |
|  |                                                                                       |

|  | Stercorariidae (7 especies) |
|  |                             |
|  | Alcidae (25 especies)       |
|  |                             |

|  | Rostratulidae (3 especies) |
|  |                            |
|  | Jacanidae (8 especies)     |
|  |                            |

|  | Pedionomidae              |
|  |                           |
|  | Thinocoridae (4 especies) |
|  |                           |

|  | Rostratulidae (3 especies) |
|  |                            |
|  | Jacanidae (8 especies)     |
|  |                            |

|  | Pedionomidae              |
|  |                           |
|  | Thinocoridae (4 especies) |
|  |                           |

|  | Rostratulidae (3 especies) |
|  |                            |
|  | Jacanidae (8 especies)     |
|  |                            |

|  | Pedionomidae              |
|  |                           |
|  | Thinocoridae (4 especies) |
|  |                           |

|  | Rostratulidae (3 especies) |
|  |                            |
|  | Jacanidae (8 especies)     |
|  |                            |

|  | Pedionomidae              |
|  |                           |
|  | Thinocoridae (4 especies) |
|  |                           |

|  | Dromadidae                |
|  |                           |
|  | Glareolidae (17 especies) |
|  |                           |

|  | Laridae (103 especies)                                                                |
|  |                                                                                       |
|  | \| \| Stercorariidae (7 especies) \| \| \| \| \| \| Alcidae (25 especies) \| \| \| \| |
|  |                                                                                       |
|  | Stercorariidae (7 especies)                                                           |
|  |                                                                                       |
|  | Alcidae (25 especies)                                                                 |
|  |                                                                                       |

|  | Stercorariidae (7 especies) |
|  |                             |
|  | Alcidae (25 especies)       |
|  |                             |

|  | Dromadidae                |
|  |                           |
|  | Glareolidae (17 especies) |
|  |                           |

|  | Laridae (103 especies)                                                                |
|  |                                                                                       |
|  | \| \| Stercorariidae (7 especies) \| \| \| \| \| \| Alcidae (25 especies) \| \| \| \| |
|  |                                                                                       |
|  | Stercorariidae (7 especies)                                                           |
|  |                                                                                       |
|  | Alcidae (25 especies)                                                                 |
|  |                                                                                       |

|  | Stercorariidae (7 especies) |
|  |                             |
|  | Alcidae (25 especies)       |
|  |                             |

|  | Dromadidae                |
|  |                           |
|  | Glareolidae (17 especies) |
|  |                           |

|  | Laridae (103 especies)                                                                |
|  |                                                                                       |
|  | \| \| Stercorariidae (7 especies) \| \| \| \| \| \| Alcidae (25 especies) \| \| \| \| |
|  |                                                                                       |
|  | Stercorariidae (7 especies)                                                           |
|  |                                                                                       |
|  | Alcidae (25 especies)                                                                 |
|  |                                                                                       |

|  | Stercorariidae (7 especies) |
|  |                             |
|  | Alcidae (25 especies)       |
|  |                             |

|  | Dromadidae                |
|  |                           |
|  | Glareolidae (17 especies) |
|  |                           |

|  | Laridae (103 especies)                                                                |
|  |                                                                                       |
|  | \| \| Stercorariidae (7 especies) \| \| \| \| \| \| Alcidae (25 especies) \| \| \| \| |
|  |                                                                                       |
|  | Stercorariidae (7 especies)                                                           |
|  |                                                                                       |
|  | Alcidae (25 especies)                                                                 |
|  |                                                                                       |

|  | Stercorariidae (7 especies) |
|  |                             |
|  | Alcidae (25 especies)       |
|  |                             |

|  | Burhinidae (10 especies)                                                  |
|  |                                                                           |
|  | \| \| Pluvianellidae \| \| \| \| \| \| Chionidae (2 especies) \| \| \| \| |
|  |                                                                           |
|  | Pluvianellidae                                                            |
|  |                                                                           |
|  | Chionidae (2 especies)                                                    |
|  |                                                                           |

|  | Pluvianellidae         |
|  |                        |
|  | Chionidae (2 especies) |
|  |                        |

|  | Recurvirostridae (10 especies)                                                   |
|  |                                                                                  |
|  | \| \| Ibidorhynchidae \| \| \| \| \| \| Haematopodidae (12 especies) \| \| \| \| |
|  |                                                                                  |
|  | Ibidorhynchidae                                                                  |
|  |                                                                                  |
|  | Haematopodidae (12 especies)                                                     |
|  |                                                                                  |

|  | Ibidorhynchidae              |
|  |                              |
|  | Haematopodidae (12 especies) |
|  |                              |

|  | Recurvirostridae (10 especies)                                                   |
|  |                                                                                  |
|  | \| \| Ibidorhynchidae \| \| \| \| \| \| Haematopodidae (12 especies) \| \| \| \| |
|  |                                                                                  |
|  | Ibidorhynchidae                                                                  |
|  |                                                                                  |
|  | Haematopodidae (12 especies)                                                     |
|  |                                                                                  |

|  | Ibidorhynchidae              |
|  |                              |
|  | Haematopodidae (12 especies) |
|  |                              |

|  | Recurvirostridae (10 especies)                                                   |
|  |                                                                                  |
|  | \| \| Ibidorhynchidae \| \| \| \| \| \| Haematopodidae (12 especies) \| \| \| \| |
|  |                                                                                  |
|  | Ibidorhynchidae                                                                  |
|  |                                                                                  |
|  | Haematopodidae (12 especies)                                                     |
|  |                                                                                  |

|  | Ibidorhynchidae              |
|  |                              |
|  | Haematopodidae (12 especies) |
|  |                              |

|  | Recurvirostridae (10 especies)                                                   |
|  |                                                                                  |
|  | \| \| Ibidorhynchidae \| \| \| \| \| \| Haematopodidae (12 especies) \| \| \| \| |
|  |                                                                                  |
|  | Ibidorhynchidae                                                                  |
|  |                                                                                  |
|  | Haematopodidae (12 especies)                                                     |
|  |                                                                                  |

|  | Ibidorhynchidae              |
|  |                              |
|  | Haematopodidae (12 especies) |
|  |                              |

|  | Burhinidae (10 especies)                                                  |
|  |                                                                           |
|  | \| \| Pluvianellidae \| \| \| \| \| \| Chionidae (2 especies) \| \| \| \| |
|  |                                                                           |
|  | Pluvianellidae                                                            |
|  |                                                                           |
|  | Chionidae (2 especies)                                                    |
|  |                                                                           |

|  | Pluvianellidae         |
|  |                        |
|  | Chionidae (2 especies) |
|  |                        |

|  | Recurvirostridae (10 especies)                                                   |
|  |                                                                                  |
|  | \| \| Ibidorhynchidae \| \| \| \| \| \| Haematopodidae (12 especies) \| \| \| \| |
|  |                                                                                  |
|  | Ibidorhynchidae                                                                  |
|  |                                                                                  |
|  | Haematopodidae (12 especies)                                                     |
|  |                                                                                  |

|  | Ibidorhynchidae              |
|  |                              |
|  | Haematopodidae (12 especies) |
|  |                              |

|  | Recurvirostridae (10 especies)                                                   |
|  |                                                                                  |
|  | \| \| Ibidorhynchidae \| \| \| \| \| \| Haematopodidae (12 especies) \| \| \| \| |
|  |                                                                                  |
|  | Ibidorhynchidae                                                                  |
|  |                                                                                  |
|  | Haematopodidae (12 especies)                                                     |
|  |                                                                                  |

|  | Ibidorhynchidae              |
|  |                              |
|  | Haematopodidae (12 especies) |
|  |                              |

|  | Recurvirostridae (10 especies)                                                   |
|  |                                                                                  |
|  | \| \| Ibidorhynchidae \| \| \| \| \| \| Haematopodidae (12 especies) \| \| \| \| |
|  |                                                                                  |
|  | Ibidorhynchidae                                                                  |
|  |                                                                                  |
|  | Haematopodidae (12 especies)                                                     |
|  |                                                                                  |

|  | Ibidorhynchidae              |
|  |                              |
|  | Haematopodidae (12 especies) |
|  |                              |

|  | Recurvirostridae (10 especies)                                                   |
|  |                                                                                  |
|  | \| \| Ibidorhynchidae \| \| \| \| \| \| Haematopodidae (12 especies) \| \| \| \| |
|  |                                                                                  |
|  | Ibidorhynchidae                                                                  |
|  |                                                                                  |
|  | Haematopodidae (12 especies)                                                     |
|  |                                                                                  |

|  | Ibidorhynchidae              |
|  |                              |
|  | Haematopodidae (12 especies) |
|  |                              |

|  | Rostratulidae (3 especies) |
|  |                            |
|  | Jacanidae (8 especies)     |
|  |                            |

|  | Pedionomidae              |
|  |                           |
|  | Thinocoridae (4 especies) |
|  |                           |

|  | Rostratulidae (3 especies) |
|  |                            |
|  | Jacanidae (8 especies)     |
|  |                            |

|  | Pedionomidae              |
|  |                           |
|  | Thinocoridae (4 especies) |
|  |                           |

|  | Rostratulidae (3 especies) |
|  |                            |
|  | Jacanidae (8 especies)     |
|  |                            |

|  | Pedionomidae              |
|  |                           |
|  | Thinocoridae (4 especies) |
|  |                           |

|  | Rostratulidae (3 especies) |
|  |                            |
|  | Jacanidae (8 especies)     |
|  |                            |

|  | Pedionomidae              |
|  |                           |
|  | Thinocoridae (4 especies) |
|  |                           |

|  | Dromadidae                |
|  |                           |
|  | Glareolidae (17 especies) |
|  |                           |

|  | Laridae (103 especies)                                                                |
|  |                                                                                       |
|  | \| \| Stercorariidae (7 especies) \| \| \| \| \| \| Alcidae (25 especies) \| \| \| \| |
|  |                                                                                       |
|  | Stercorariidae (7 especies)                                                           |
|  |                                                                                       |
|  | Alcidae (25 especies)                                                                 |
|  |                                                                                       |

|  | Stercorariidae (7 especies) |
|  |                             |
|  | Alcidae (25 especies)       |
|  |                             |

|  | Dromadidae                |
|  |                           |
|  | Glareolidae (17 especies) |
|  |                           |

|  | Laridae (103 especies)                                                                |
|  |                                                                                       |
|  | \| \| Stercorariidae (7 especies) \| \| \| \| \| \| Alcidae (25 especies) \| \| \| \| |
|  |                                                                                       |
|  | Stercorariidae (7 especies)                                                           |
|  |                                                                                       |
|  | Alcidae (25 especies)                                                                 |
|  |                                                                                       |

|  | Stercorariidae (7 especies) |
|  |                             |
|  | Alcidae (25 especies)       |
|  |                             |

|  | Dromadidae                |
|  |                           |
|  | Glareolidae (17 especies) |
|  |                           |

|  | Laridae (103 especies)                                                                |
|  |                                                                                       |
|  | \| \| Stercorariidae (7 especies) \| \| \| \| \| \| Alcidae (25 especies) \| \| \| \| |
|  |                                                                                       |
|  | Stercorariidae (7 especies)                                                           |
|  |                                                                                       |
|  | Alcidae (25 especies)                                                                 |
|  |                                                                                       |

|  | Stercorariidae (7 especies) |
|  |                             |
|  | Alcidae (25 especies)       |
|  |                             |

|  | Dromadidae                |
|  |                           |
|  | Glareolidae (17 especies) |
|  |                           |

|  | Laridae (103 especies)                                                                |
|  |                                                                                       |
|  | \| \| Stercorariidae (7 especies) \| \| \| \| \| \| Alcidae (25 especies) \| \| \| \| |
|  |                                                                                       |
|  | Stercorariidae (7 especies)                                                           |
|  |                                                                                       |
|  | Alcidae (25 especies)                                                                 |
|  |                                                                                       |

|  | Stercorariidae (7 especies) |
|  |                             |
|  | Alcidae (25 especies)       |
|  |                             |

|  | Rostratulidae (3 especies) |
|  |                            |
|  | Jacanidae (8 especies)     |
|  |                            |

|  | Pedionomidae              |
|  |                           |
|  | Thinocoridae (4 especies) |
|  |                           |

|  | Rostratulidae (3 especies) |
|  |                            |
|  | Jacanidae (8 especies)     |
|  |                            |

|  | Pedionomidae              |
|  |                           |
|  | Thinocoridae (4 especies) |
|  |                           |

|  | Rostratulidae (3 especies) |
|  |                            |
|  | Jacanidae (8 especies)     |
|  |                            |

|  | Pedionomidae              |
|  |                           |
|  | Thinocoridae (4 especies) |
|  |                           |

|  | Rostratulidae (3 especies) |
|  |                            |
|  | Jacanidae (8 especies)     |
|  |                            |

|  | Pedionomidae              |
|  |                           |
|  | Thinocoridae (4 especies) |
|  |                           |

|  | Dromadidae                |
|  |                           |
|  | Glareolidae (17 especies) |
|  |                           |

|  | Laridae (103 especies)                                                                |
|  |                                                                                       |
|  | \| \| Stercorariidae (7 especies) \| \| \| \| \| \| Alcidae (25 especies) \| \| \| \| |
|  |                                                                                       |
|  | Stercorariidae (7 especies)                                                           |
|  |                                                                                       |
|  | Alcidae (25 especies)                                                                 |
|  |                                                                                       |

|  | Stercorariidae (7 especies) |
|  |                             |
|  | Alcidae (25 especies)       |
|  |                             |

|  | Dromadidae                |
|  |                           |
|  | Glareolidae (17 especies) |
|  |                           |

|  | Laridae (103 especies)                                                                |
|  |                                                                                       |
|  | \| \| Stercorariidae (7 especies) \| \| \| \| \| \| Alcidae (25 especies) \| \| \| \| |
|  |                                                                                       |
|  | Stercorariidae (7 especies)                                                           |
|  |                                                                                       |
|  | Alcidae (25 especies)                                                                 |
|  |                                                                                       |

|  | Stercorariidae (7 especies) |
|  |                             |
|  | Alcidae (25 especies)       |
|  |                             |

|  | Dromadidae                |
|  |                           |
|  | Glareolidae (17 especies) |
|  |                           |

|  | Laridae (103 especies)                                                                |
|  |                                                                                       |
|  | \| \| Stercorariidae (7 especies) \| \| \| \| \| \| Alcidae (25 especies) \| \| \| \| |
|  |                                                                                       |
|  | Stercorariidae (7 especies)                                                           |
|  |                                                                                       |
|  | Alcidae (25 especies)                                                                 |
|  |                                                                                       |

|  | Stercorariidae (7 especies) |
|  |                             |
|  | Alcidae (25 especies)       |
|  |                             |

|  | Dromadidae                |
|  |                           |
|  | Glareolidae (17 especies) |
|  |                           |

|  | Laridae (103 especies)                                                                |
|  |                                                                                       |
|  | \| \| Stercorariidae (7 especies) \| \| \| \| \| \| Alcidae (25 especies) \| \| \| \| |
|  |                                                                                       |
|  | Stercorariidae (7 especies)                                                           |
|  |                                                                                       |
|  | Alcidae (25 especies)                                                                 |
|  |                                                                                       |

|  | Stercorariidae (7 especies) |
|  |                             |
|  | Alcidae (25 especies)       |
|  |                             |

## Características
Los caradriformes o chorlitos son un grupo diverso en apariencia, pero son similares en algunas características básicas.
En todas las especies el paladar y el aparato vocal son casi iguales, el esternón no lleva procesos óseos que apunten hacia dentro; también hay similitudes en la estructura del pie, o más exactamente: similitudes en los tendones situados en la parte inferior de la pierna y la pata. El ala cuenta con once plumas de vuelo, las plumas de timón son al menos doce, pero algunas especies pueden llegar a tener hasta veintiséis. La glándula de la grupa se caracteriza por una larga cabeza de plumas. Son especialmente importantes las grandes glándulas nasales, que sirven para excretar el exceso de sal en las especies que viven junto al mar. Son muy pronunciadas en las palomas antárticas. Mientras que los tres dedos delanteros están normalmente construidos, el dedo trasero se une más arriba en la pata, suele ser corto y a menudo no toca el suelo; también puede estar ausente. Este último es el caso de la avoceta y la cigüeña negra, algunos chorlitos, alcidos y la gaviota tridáctila. La mayoría de las especies de los subórdenes Charadrii y Scolopaci tienen dedos libres, pero los dedos palmeados están presentes de forma rudimentaria en los parientes de las avocetas, y las tres especies de pollitos de mar, la dromas y todas las gaviotas, págalos y álcidos tienen los dedos de las patas completamente palmeados.
Dado que la mayoría de los chorlitos son migratorios o, al menos, vuelan ocasionalmente a larga distancia, suelen tener alas largas y delgadas que son puntiagudas. Las excepciones son las avefrías con las alas ensanchadas en punta y los alcidos con las alas muy acortadas como adaptación a la vida de buceador en mar abierto. Un ejemplo extremo es el extinto alca gigante, que no puede volar.
Con una longitud corporal de 11 centímetros y un peso de 23 a 37 gramos, la menudilla es la especie más pequeña, siendo la más grande el gavión atlántico, que alcanza de 64 a 78 centímetros de largo y pesa de 1,3 a 1,8 kilogramos. Salvo en el caso del aguatero, el zancudo, la zancudo y el gavilán, no se produce ningún dimorfismo sexual en el plumaje. En algunas familias, sin embargo, las hembras son más grandes (por ejemplo, jacanas, ostrero).
Las hibridaciones entre especies individuales de los subórdenes Charadrii y Scolopaci son raras pero posibles. Los híbridos son de color y constitución intermedios. Se han observado híbridos de Calidris sandpipers, avefrías, Pluvialis plovers, parientes de la avoceta y ostreros. En las gaviotas es más frecuente el mestizaje y la mezcla de diferentes especies.

### Desarrollo y ciclo de muda

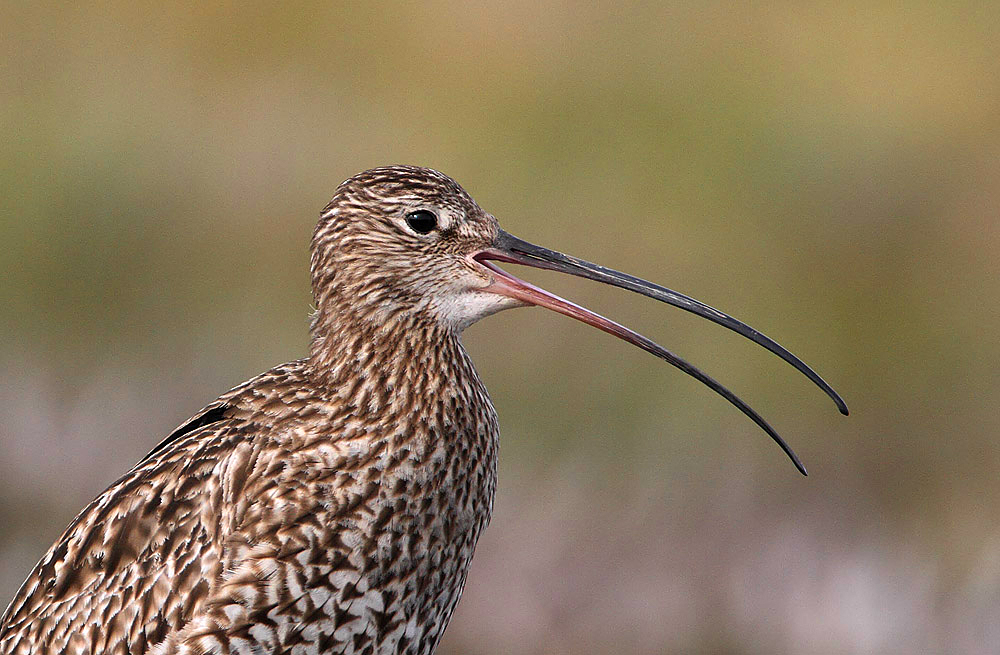
El pico del zarapito real continúa creciendo mientras tiene el plumaje juvenil.

En el camino hacia el volantón, los jóvenes sufren su primer cambio de plumaje. Las finas y ramificadas plumas del plumón se cambian por un plumaje juvenil con plumas de vuelo totalmente desarrolladas. La siguiente muda es la postjuvenil. Suele ser parcial, ya que sólo se cambian las plumas del cuerpo y algunas plumas de vuelo, pero en el caso de las gallinas de hoja, el zarapito y el trepador es una muda completa. Por lo tanto, el plumaje ahora adquirido se compone únicamente de plumas nuevas, o de plumas nuevas y viejas. Estos últimos parecen claramente desgastados, y la determinación de la edad es, en consecuencia, fácil. La muda del primer plumaje de invierno al primer plumaje de verano suele ser también parcial. Las especies de limícolas más pequeñas se reproducen a partir del segundo año natural, mientras que las especies más grandes, como los ostreros, no lo hacen hasta después de dos o tres años. En las gaviotas, hay tres tipos de desarrollo. Las especies pequeñas, como la gaviota reidora, alcanzan la madurez en su segundo año (gaviotas de dos años), las medianas, como la gaviota cana, a los tres años (gaviotas de tres años), y las más grandes no llegan a la madurez hasta su cuarto año (gaviotas de cuatro años). Si se altera el ciclo hormonal, pueden observarse aves inmaduras con plumaje de invierno o de verano en una época del año inapropiada.
Tras la puesta del manto juvenil, el pico de muchos zancudos sigue creciendo durante varios meses. La diferencia no es muy grande, pero puede verse claramente en las comparaciones entre aves viejas y jóvenes en el campo, especialmente bien en especies de pico largo como los zarapitos.
El color del iris y el tamaño y el color del anillo del ojo desnudo (si está presente) también pueden utilizarse para determinar la edad de las aves que aún no son sexualmente maduras.

## Comportamiento

### Cuidado del plumaje
El repertorio típico de cuidados del plumaje incluye el baño en abrevaderos adecuados y el desplume de las plumas con el pico. Las secreciones oleosas de la glándula de cepillado se distribuyen por todo el plumaje con el pico para crear una superficie repelente al agua. La cabeza y el cuello, es decir, los lugares que no se pueden alcanzar con el pico, se tratan con el pie. Para rascarse, el pie pasa por encima o por debajo del ala, dependiendo de la especie.

### Actividad

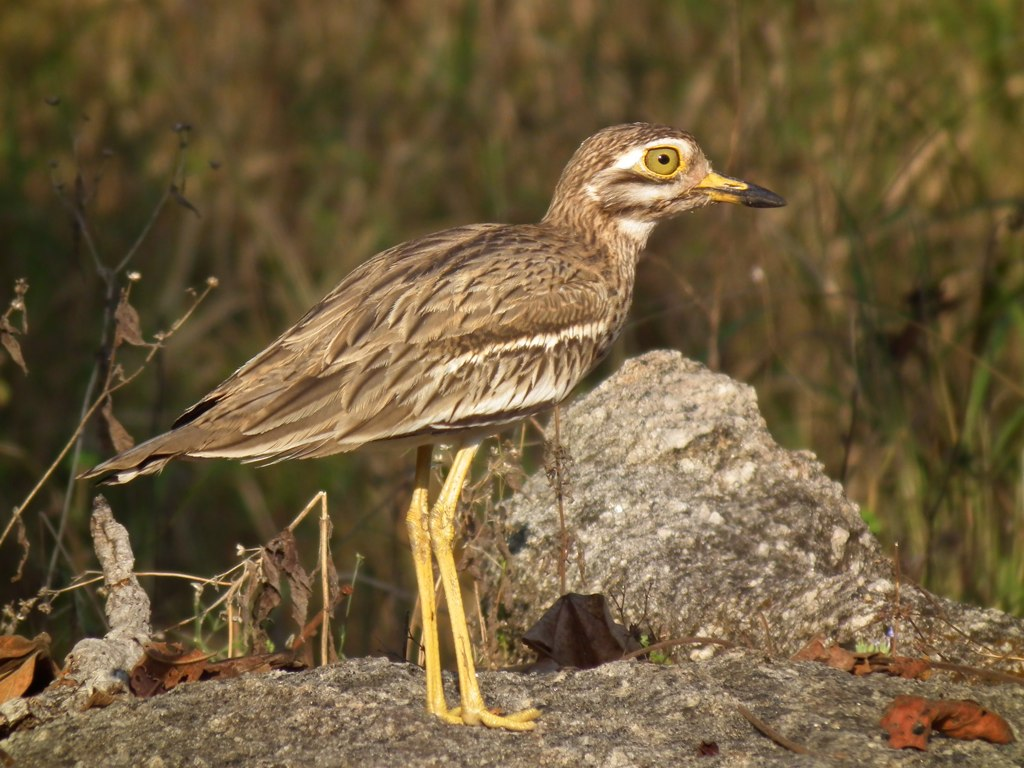
El Triel es una de las especies de chorlito predominantemente nocturnas.

La mayoría de las especies de charadriformes, especialmente los chorlitos, escolopácidos y los parientes de las gaviotas, son activos durante el día. Sin embargo, también hay algunas especies que prefieren cazar de noche o al atardecer. Por ejemplo, las agachadizas son activas principalmente por las mañanas y las tardes, y los charrancitos también cazan al atardecer. Casi exclusivamente nocturnas son las fases de actividad de las agachadizas del género Gallinago, de los alcaravanes y de las dromas. Las aves que viven en las marismas se alimentan con la marea baja, independientemente del ritmo día-noche, porque sólo entonces se secan los fondos marinos que contienen presas.

### Dieta
La dieta de los chorlitos es principalmente animal, y sólo las perdicitas de América del Sur se alimentan únicamente de semillas y poseen un aparato digestivo adaptado. Los zarapitos también toman bayas de los arbustos bajos y los piquituertos y los skuas depredan casi cualquier cosa hasta el tamaño de las aves pequeñas. Las aves zancudas, especialmente los agachadizos, caminan a grandes zancadas por aguas poco profundas y superficies fangosas, hurgando en el suelo con el pico. Hay muchas terminaciones nerviosas en las puntas de sus picos, porque el sentido del tacto desempeña un papel importante en la detección de presas. Además, las mitades del pico son muy flexibles, lo que facilita el pinchado.
Diferentes variantes de adquisición de alimentos:

Agujeta hurgando en busca de comida.
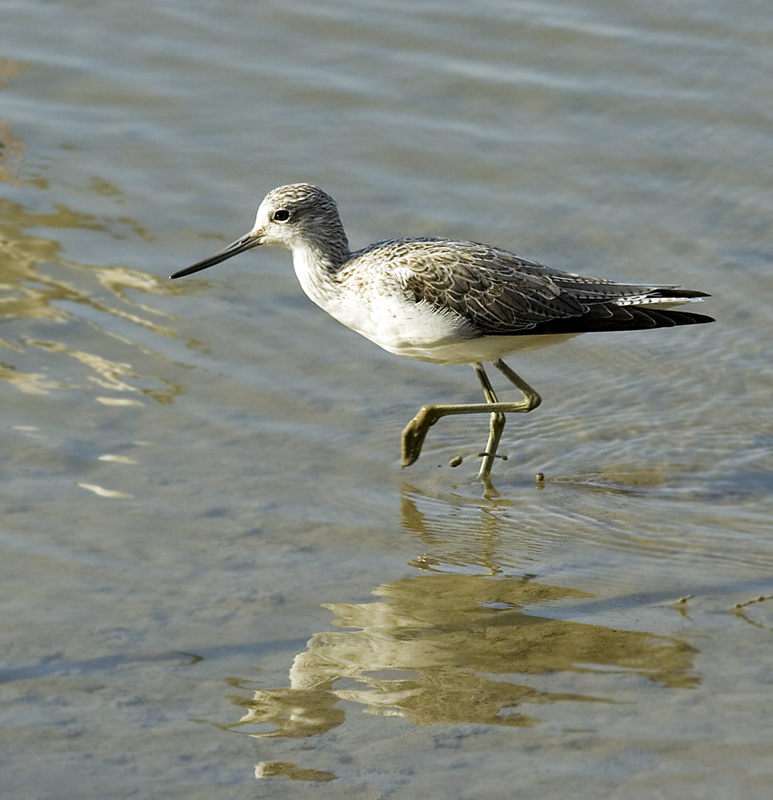
Archibebe claro vadeando.
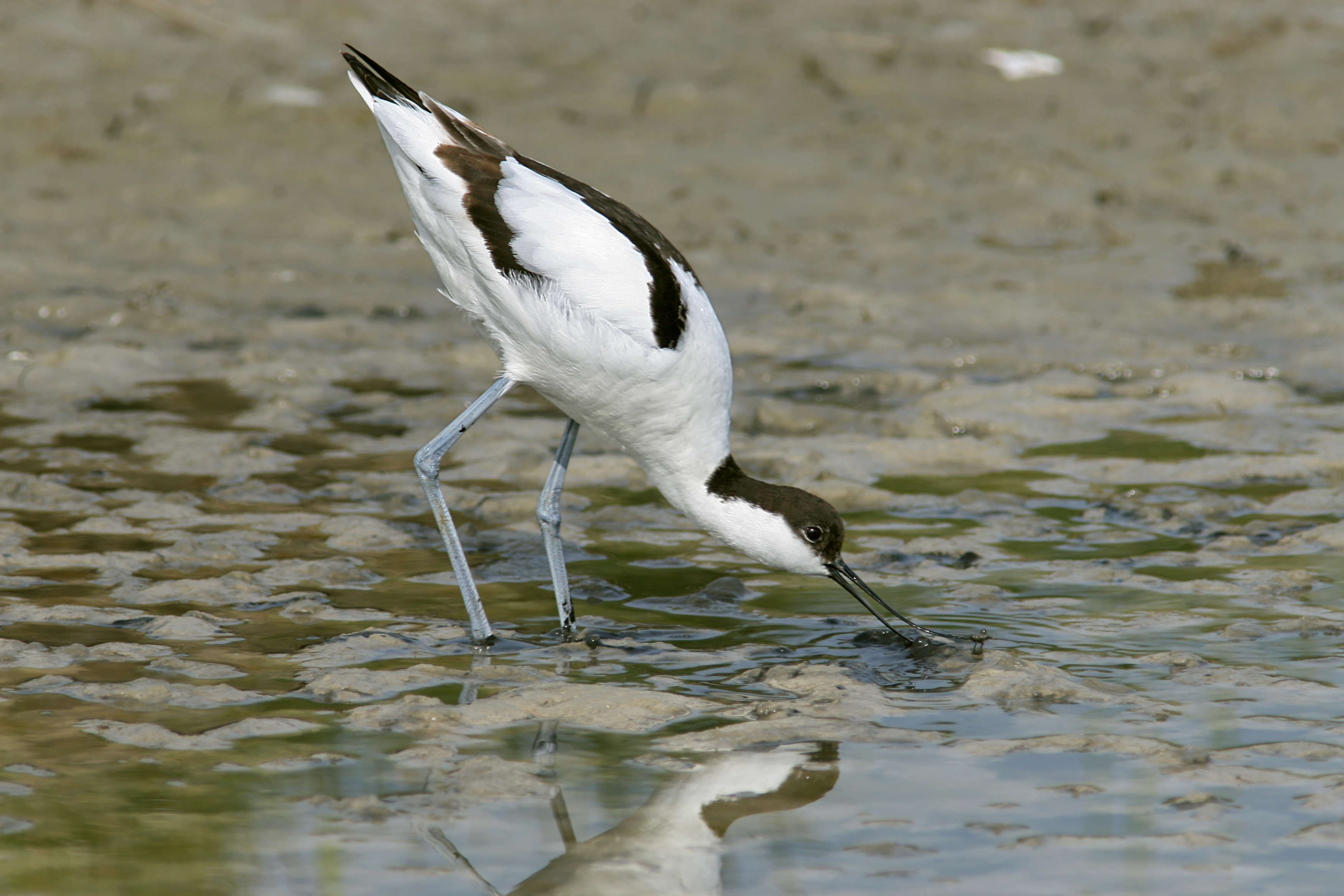
Avoceta escudriñando el agua y el barro.
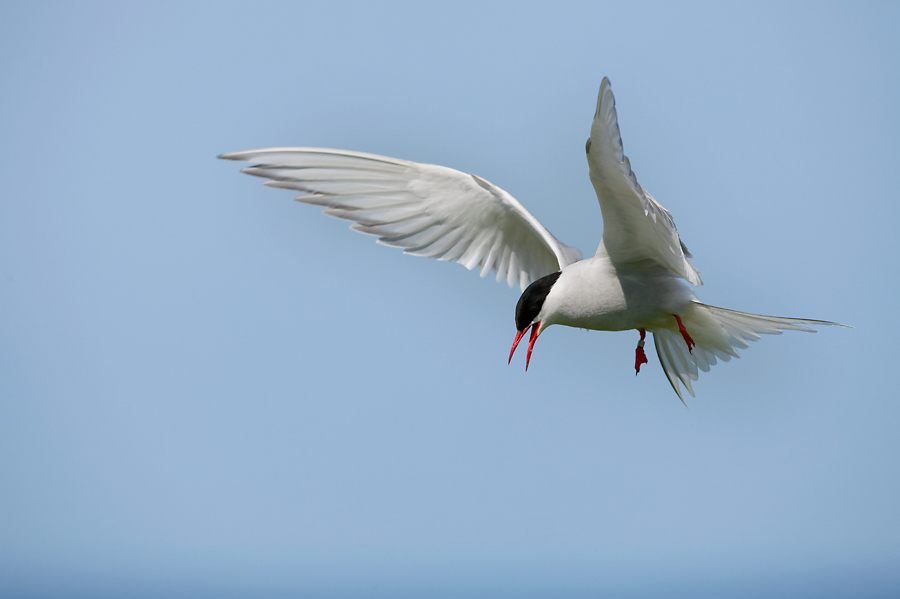
Charrán ártico buscando peces desde el aire.
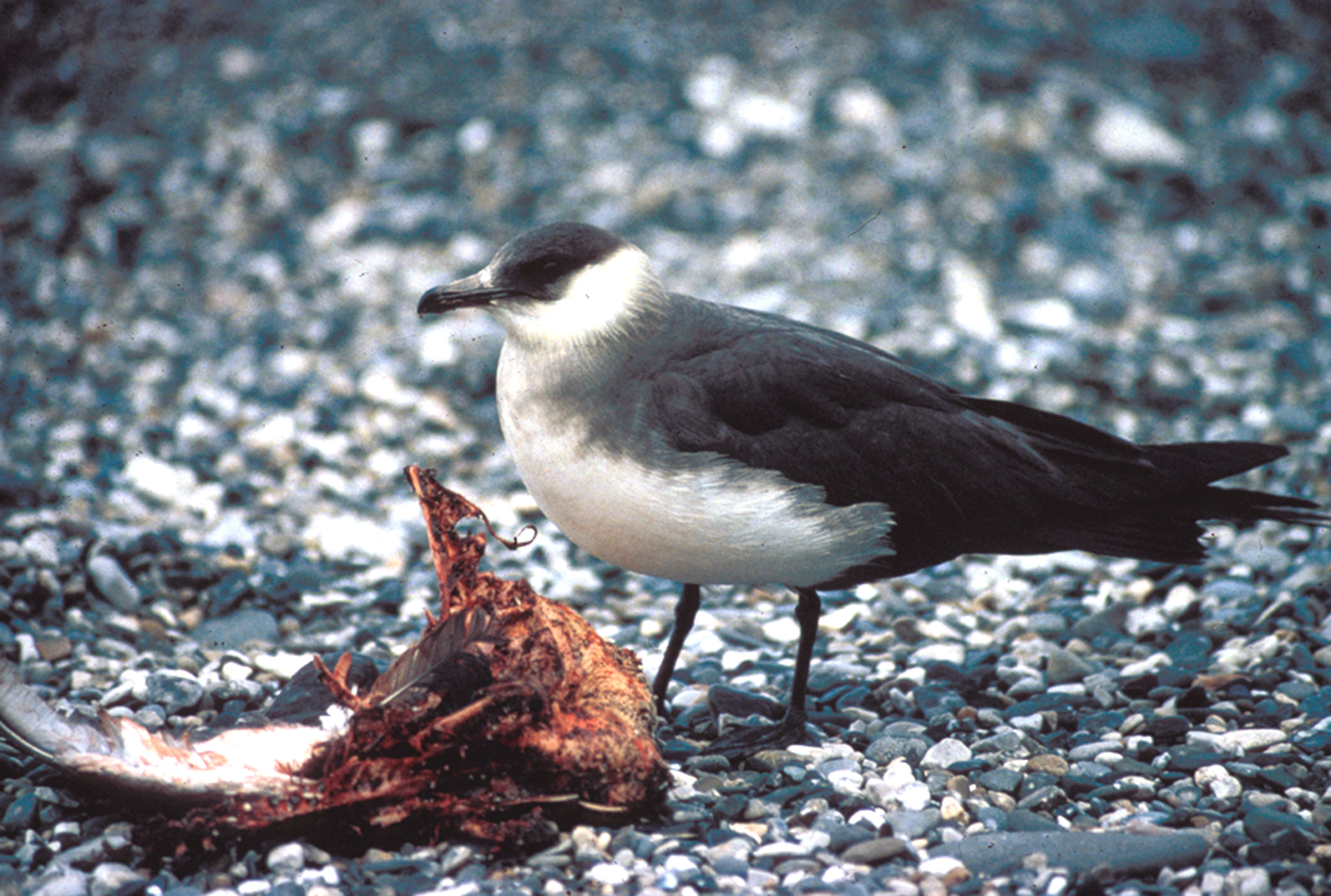
Págalo parásito alimentándose de un cadáver de animal.
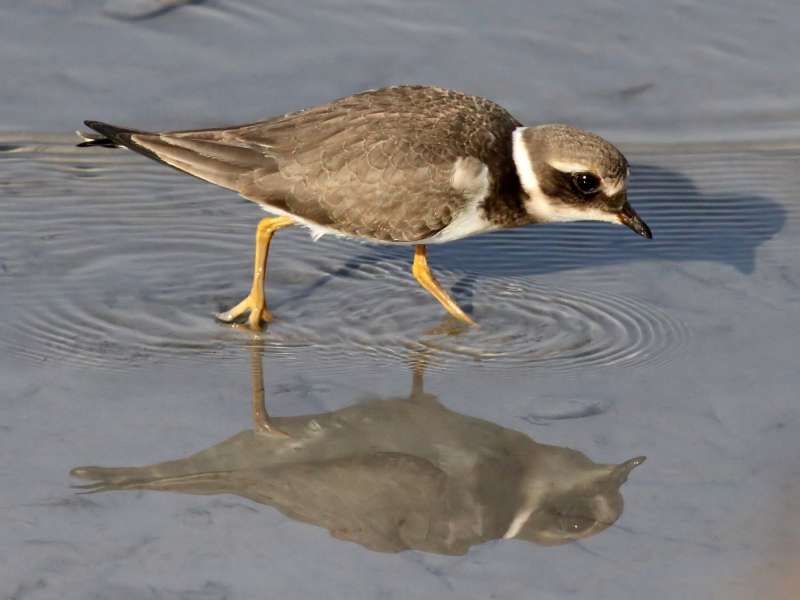
Chorlitejo grande caminando por los fangos y picoteando sus presas del suelo.
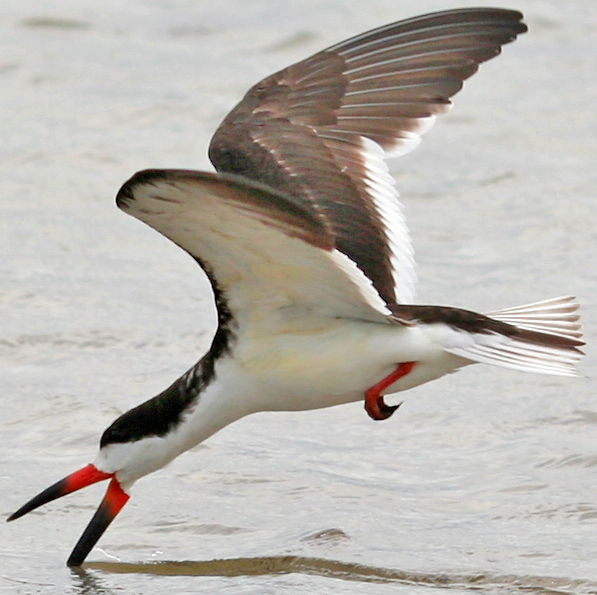
Rayador indio captura peces con el pico inferior extendido.

La búsqueda de alimento suele realizarse en comunidad con congéneres. Las Avoceta americanas, por ejemplo, caminan por el agua en grupos cerrados capturando pequeños peces. Los chorlitos tienen un pico corto para recoger la comida del suelo. Observan a los insectos y otros animales pequeños, luego corren rápidamente hacia su presa y la picotean. Ocasionalmente, pisan el agua para expulsar a los invertebrados.
Además de los zancudos acuáticos, que siempre nadan en busca de comida, las avocetas y los zancudos acuáticos del género Tringa muestran este comportamiento. El Tornasol y el Chorlito pizarroso tienen una forma especial de buscar comida. El primero empuja las piedras con su pico plano de espátula para recoger los pequeños animales que se esconden debajo, mientras que el segundo voltea hábilmente las piedras con su pico curvado hacia un lado, normalmente hacia la derecha. Los skúas practican la caza predatoria, por ejemplo, obligando a otras aves a regurgitar las presas devoradas. La mayoría de los charranes son zambullidores.

### Reproducción

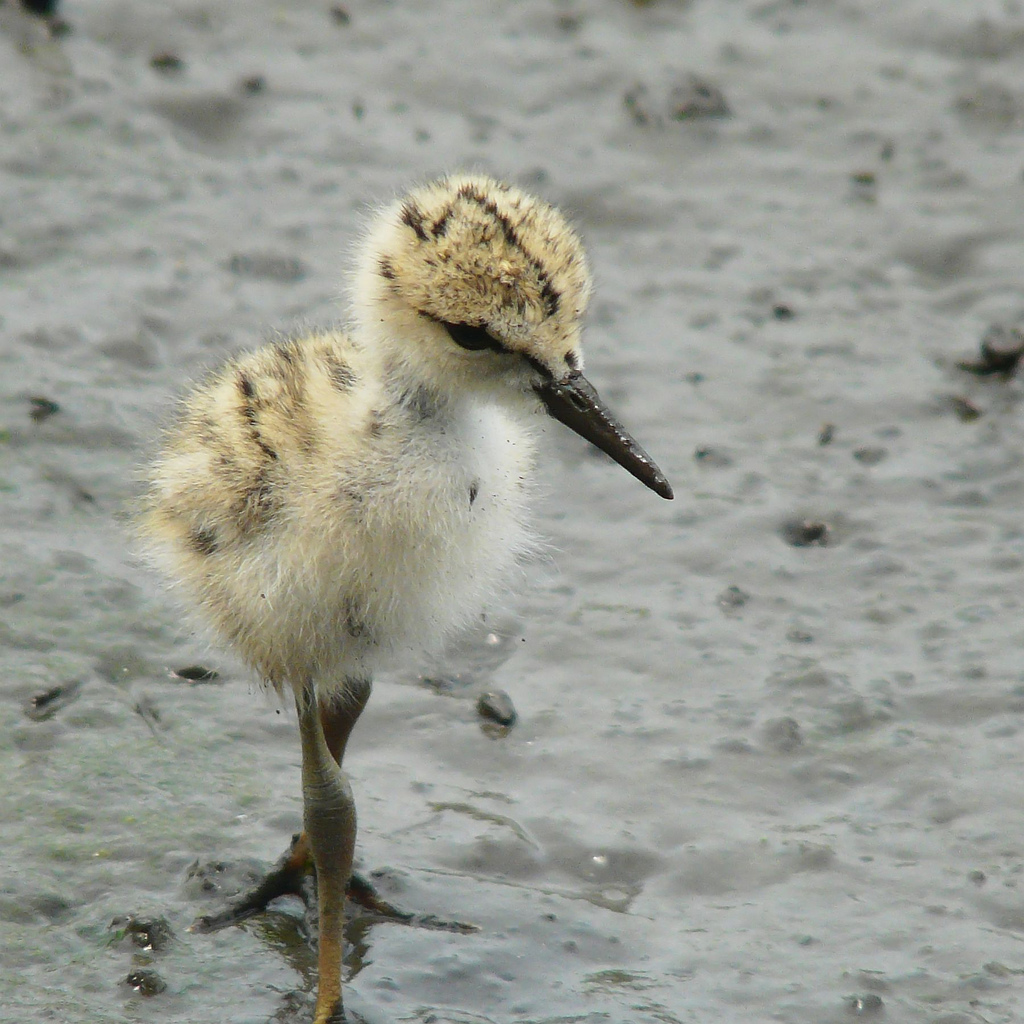
Polluelos de zancudo de cigüeñuela común.

Muchos charadriiformes se reproducen en colonias. El nido es casi siempre una depresión en el suelo, escasamente revestida de material de nidificación. Sólo los charranes tropicales y el andarrios grande crían en los árboles. Suelen poner de uno a seis huevos y el periodo de cría es de dos semanas y media a cuatro. Si la primera nidada se pierde, puede producirse una nidada de reemplazo, pero con un número menor de huevos. El corredor sahariano se reproduce dos veces al año. La dromas es la única especie que cava un tubo de cría en la arena, sus crías son nidícolas. Las crías de todos los demás chorlitos son nidífugas, que abandonan el nido al cabo de unas horas o días, que permanecen cerca del nido. Todos los pollos tienen plumaje de plumón después de la eclosión. Siguen siendo alimentados por los padres después de abandonar el lugar del nido. Las crías son criadas por ambos sexos, pero en los correlimos de Calidris y en el chorlito de Mornell es principalmente el macho. En el caso de las zancudas de agua y las víboras doradas, los roles clásicos de género se invierten. Aquí la hembra corteja al macho, que es el único que cría a las crías. Los guardianes de los cocodrilos y los charranes tropicales refrescan a sus crías cuando hace calor con el agua que llevan en sus plumas ventrales.